# 라인 오브 듀티
《라인 오브 듀티》(영어: Line of Duty)는 2012년부터 현재까지 방영된 영국의 드라마이다.